# Your Life's on the Line
«Your Life's on the Line» — сингл американського репера 50 Cent, дис на репера Джа Рула та на його лейбл Murder Inc. Records. На трек зняли відеокліп, пісня потрапила до чарту Hot Rap Singles.
«Your Life's on the Line» увійшла до невипущеної платівки Power of the Dollar (2000; № 5) і компіляції Guess Who's Back? (2002; № 7) та під назвою «Life's on the Line» як бонус-трек — до дебютного студійного альбому Get Rich or Die Tryin' (2003; № 19). У рецензії Allmusic на Power of the Dollar зазначено, що пісня «передає вуличне життя завдяки важким, різким ритмам».

## Відеокліп
Композиція — єдиний трек з Power of the Dollar, на який існує відео. Є одним з кліпів, оприлюднених перед тим, як у виконавця стріляли (другий: «Rowdy Rowdy»). На початку відео повідомляють, що у 1999, за рік після зйомок, кліп загубили й урешті-решт знайшли. 50 Cent читає реп у різних районах Нью-Йорка та поліцейській машині, показано його арешт. Камео: Тоні Єйо, Bang 'Em Smurf, Two Five.

## Список пісень
- 12″ (США)

1. «Your Life's on the Line» (clean album version) — 3:43
2. «Your Life's on the Line» (explicit album version) — 3:43
3. «Your Life's on the Line» (instrumental) — 3:43
4. «Your Life's on the Line» (explicit acapella) — 3:16
5. «The Good Die Young» (clean album version) — 4:08
6. «The Good Die Young» (explicit album version) — 4:08
7. «The Good Die Young» (instrumental) — 4:14
8. «The Good Die Young» (explicit acapella) — 3:59

## Чартові позиції
| Чарт (2000)                   | Найвища позиція |
| ----------------------------- | --------------- |
| США Billboard Hot Rap Singles | 37              |